# Meliosma oaxacana
Meliosma oaxacana är en tvåhjärtbladig växtart som beskrevs av Paul Carpenter Standley. Meliosma oaxacana ingår i släktet Meliosma och familjen Sabiaceae. Inga underarter finns listade.